# Hun He
Der Hun He (chinesisch 渾河 / 浑河, Pinyin hún hé) ist ein Fluss in der Provinz Liaoning, Volksrepublik China und einer der Zuflüsse des Liao He. 
Der Hun-Fluss beginnt mit dem Zusammenfluss des Ying'e-Flusses und des Hong-Flusses. 
Er war früher unter dem Namen Shen Shui (瀋水 / 沈水,  shěnshuǐ) bekannt. 
Verschiedene Großstädte liegen am Hun-Fluss („Schlammiger Fluss“), die Provinzhauptstadt Shenyang und Fushun eingeschlossen.